# كارل لودفيغ شبرنغر
كارل لودفيغ شبرنغر (1846-1917) (بالإنجليزية: Carl Ludwig Sprenger)‏ هو عالم نبات ألماني.